# Pemmican

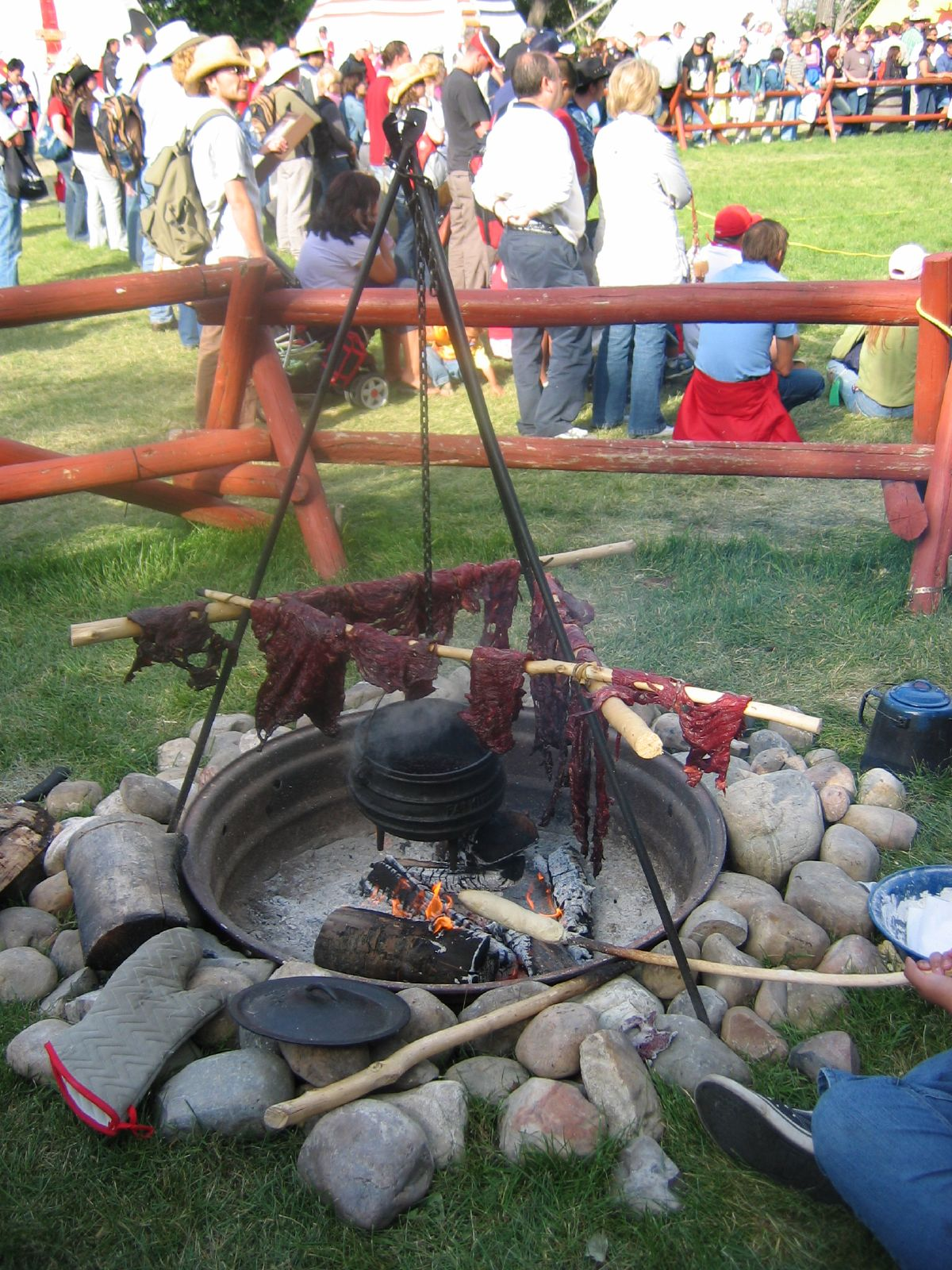
Preparazione del pemmican

Il pemmican è una preparazione alimentare in uso presso i nativi d'America.

## Preparazione e utilizzo
Il pemmican è prodotto a partire dalle parti magre di daino, bisonte o, successivamente, manzo, che vengono prima essiccate al sole o al vento e poi ridotte in poltiglia, mescolate con grasso sciolto e frutta secca in polvere, pressate in gallette e infine insaccate. Il pemmican ha la caratteristica di conservarsi a lungo e pertanto fu molto utilizzato nel corso delle spedizioni polari.

## Nome
Deriva il suo nome dalla parola in lingua cree pimîhkân, dove pimî significa "grasso".

## Diffusione
È comparso in Italia negli anni del secondo dopoguerra importato da militari angloamericani ed attraverso il programma di aiuti (sempre di provenienza USA) che venivano distribuiti dalla Pontificia Opera di Assistenza (P.O.A.). Era già tuttavia conosciuto negli ambienti militari, tant'è che il generale Umberto Nobile, per la spedizione polare con il dirigibile Italia, fece scorta di questo alimento, ritenuto nutriente, calorico e, soprattutto, immagazzinabile.